# Monroe (Louisiana)
Monroe és una ciutat i seu de la Parròquia d'Ouachita a l'estat de Louisiana dels Estats Units d'Amèrica.

## Demografia
Segons el cens del 2000 Monroe tenia 53.107 habitants., 19.421 habitatges, i 12.157 famílies. La densitat de població era de 714,9 habitants/km².
Dels 19.421 habitatges en un 32,3% hi vivien nens de menys de 18 anys, en un 33,4% hi vivien parelles casades, en un 25,3% dones solteres, i en un 37,4% no eren unitats familiars. En el 31,3% dels habitatges hi vivien persones soles l'11,7% de les quals corresponia a persones de 65 anys o més que vivien soles. El nombre mitjà de persones vivint en cada habitatge era de 2,54 i el nombre mitjà de persones que vivien en cada família era de 3,26.
Per edats la població es repartia de la següent manera: un 29,7% tenia menys de 18 anys, un 15% entre 18 i 24, un 25,1% entre 25 i 44, un 17,5% de 45 a 60 i un 12,8% 65 anys o més.
L'edat mediana era de 34 anys. Per cada 100 dones de 18 o més anys hi havia 76,6 homes.
La renda mediana per habitatge era de 25.824 $ i la renda mediana per família de 33.263 $. Els homes tenien una renda mediana de 31.840 $ mentre que les dones 22.352 $. La renda per capita de la població era de 15.933 $. Entorn del 26,3% de les famílies i el 32,3% de la població estaven per davall del llindar de pobresa.

## Poblacions properes
El següent diagrama mostra les poblacions més properes.